# Louvroil
 Louvroil  là một xã ở tỉnh Nord ở miền bắc nước Pháp. Xã này có diện tích 5,9 km², dân số năm 1999 là 7251 người. Xã nằm ở khu vực có độ cao trung bình 133 mét trên mực nước biển.
Cự ly khoảng 1,5 km (0,93 mi) về phía tây nam Maubeuge.